# Дюрант, Ариэль
Ариэ́ль Дюра́нт (англ. Ariel Durant; 10 мая 1898, Проскуров, Подольская губерния, Российская империя — 25 октября 1981, Лос-Анджелес, Калифорния, США) — американская исследовательница и писательница. Вместе со своим мужем Уильямом Джеймсом Дюрантом была автором 11-томного собрания книг по западной истории The Story of Civilization (в переводе с англ. — «История цивилизации»). Супруги были удостоены Пулитцеровской премии за вклад в литературное направление non-fiction.

## Биография
Ариэль Дюрант родилась в семье евреев Этель Аппель и Иосифа Кауфманов в Проскурове, Российская Империя (в наше время Хмельницкий, Украина). Позже Ариэль была известна под именем Ида. В 1900 году её семья эмигрировала, с 1900 по 1901 год они прожили несколько месяцев в Лондоне, а затем переехали в Соединённых Штаты Америки. У Ариэль было три старших сестры: Сара, Мэри и Флора, и три старших брата: Гарри, Морис и Майкл. Флора стала помощницей Ариэль и переехала вместе с ней в Калифорнию.
Со своим будущим мужем Ариэль познакомилась в Нью-Йорке, когда училась в школе Ferrer. На момент знакомства он был преподавателем в школе, но оставил свою должность, чтобы 31 октября 1913 года жениться на Ариэль, которой на тот момент было всего 15 лет. Церемония бракосочетания прошла в мэрии Нью-Йорка, куда Ариэль приехала на роликах из дома своей семьи в Гарлеме. В браке у пары родилась дочь Этель Бенвенута, также супруги усыновили мальчика по имени Луи.
В 1968 году пара получила Пулитцеровскую премию за книгу «Руссо и революция» (Rousseau and Revolution), десятый том «Истории цивилизации». В 1977 году супруги были награждены Президентской медалью Свободы, а Ариэль получила звание «Женщина года» в Лос-Анджелесе.
В в 1978 году издательство Simon & Schuster опубликовало совместную автобиографию супругов Дюрант на 420 страницах.
Семейная пара умерла в 1981 году с разницей в две недели. Они похоронены на Вествудском кладбище в Лос-Анджелесе (штат Калифорния).

## Примечание
1. 1 2  Ariel Durant // FemBio-Datenbank (нем.)
2. ↑  Mitgang, Herbert. Ariel Durant, Historian is Dead; Wrote The Story of Civilization (англ.). The New York Times (28 октября 1981). Дата обращения: 7 августа 2021. Архивировано 9 июля 2018 года.
3. 1 2 3  Kanner, Diane. Durants Made History in Hollywood Hills Home (англ.). Los Angeles Times (24 мая 1987). Дата обращения: 7 августа 2021. Архивировано 21 июля 2020 года.
4. ↑  Hyman, E Paula; Moore, Deborah Dash. Durant, Ariel // Jewish Women in America. An Historical Encyclopedia (англ.). — New York: Routledge, 1997. — P. 343. — ISBN 978-0-415-91936-4. Архивировано 7 августа 2021 года.